# Tirant le Blanc
Pour les articles homonymes, voir Tirant.
Pour le film, voir Tirant le Blanc (film).
Tirant le Blanc (titre original en catalan : Tirant lo Blanch ; Tirant lo Blanc dans la langue moderne) est un roman chevaleresque de Joanot Martorell paru pour la première fois à Valence en 1490.
Il est considéré comme le chef-d’œuvre de la littérature classique catalane et l’un des chefs-d’œuvre de la littérature universelle,,,,,,. Livre favori de Miguel de Cervantes, dont la profonde influence se retrouve dans la conception de son Don Quichotte, il marque un jalon important dans l’élaboration du roman moderne,,,,,.
Le livre raconte en 487 chapitres les aventures d'un gentilhomme breton, Tirant le Blanc, qui se fait connaître au cours de fêtes et de combats à la cour d’Angleterre. Il devient chef des forces armées qui volent au secours de l’île de Rhodes et de l’Empire grec, qu’il défend contre l’invasion turque. Le roman raconte également les amours de Tirant le Blanc avec Carmésine, la fille de l'empereur de Constantinople.

## Historique

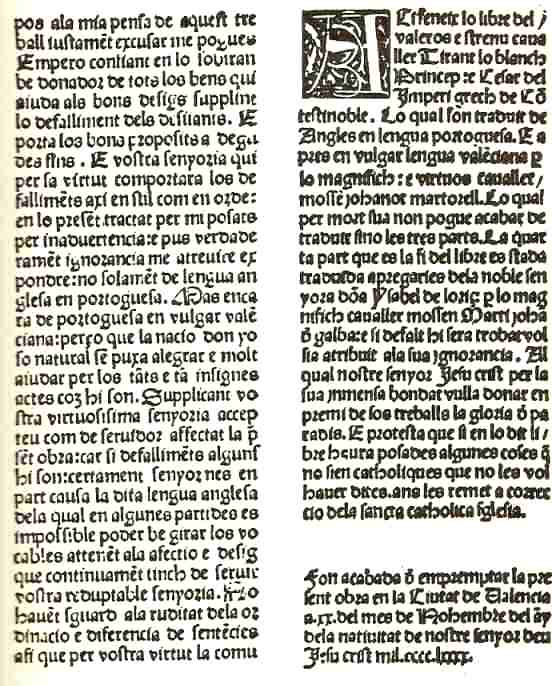
Page de l'édition incunable du Tirant lo Blanc (Valence, 20 novembre 1490).

Martorell commence la rédaction de l'œuvre le 2 janvier 1460. Elle sera achevée par Martí Joan de Galba (en) (néanmoins la part de sa contribution réelle à l'œuvre finale a été fortement réduite par les études récentes).
Tirant lo Blanc est publié en 1490 à l'initiative de Galba, alors que son auteur est mort depuis plus de deux décennies, par le typographe allemand Nicolau Spindeler (es) installé à Valence à 715 exemplaires, puis encore réédité à Barcelone par Spindeler à environ 1 000 exemplaires en 1497,.

### Traductions
La première traduction connue en castillan est publiée en 1511 à Valladolid par Diego de Gumiel (ca). Il s'agit probablement de la version connue de Cervantes.
En 1737 est publiée la première traduction en français (traduction adaptée), attribuée au comte de Caylus.

## Analyse

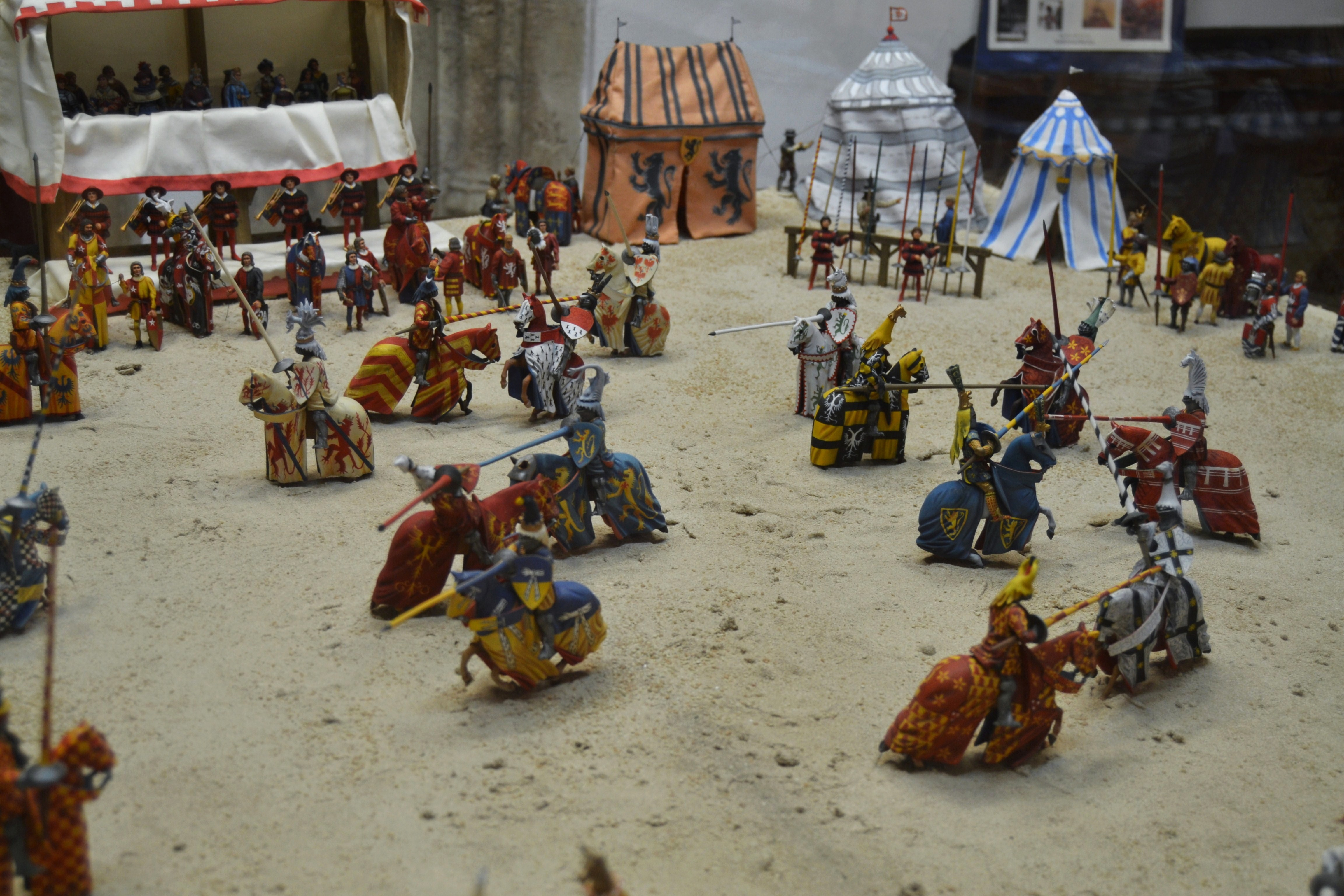
Reconstitution du tournoi d'Oxford au Musée des soldats de plomb de Valence.

Le caractère révolutionnaire de l'œuvre réside notamment dans le réalisme des scènes militaires dépeintes et de la psychologie du héros lui-même, en opposition avec les romans de chevalerie antérieurs où situations et personnages étaient en grande part invraisemblables.
Le récit mêle scènes de batailles et intrigues amoureuses du héros, en alternant narration en prose aux styles variés et dialogues expressifs.

### Contenu du récit
Les chapitres 189 à 202 sont une adaptation de La Faula, texte décrit par Lola Badia comme une sorte de « best seller » de la littérature catalane médiévale.

### DansDon Quichotte

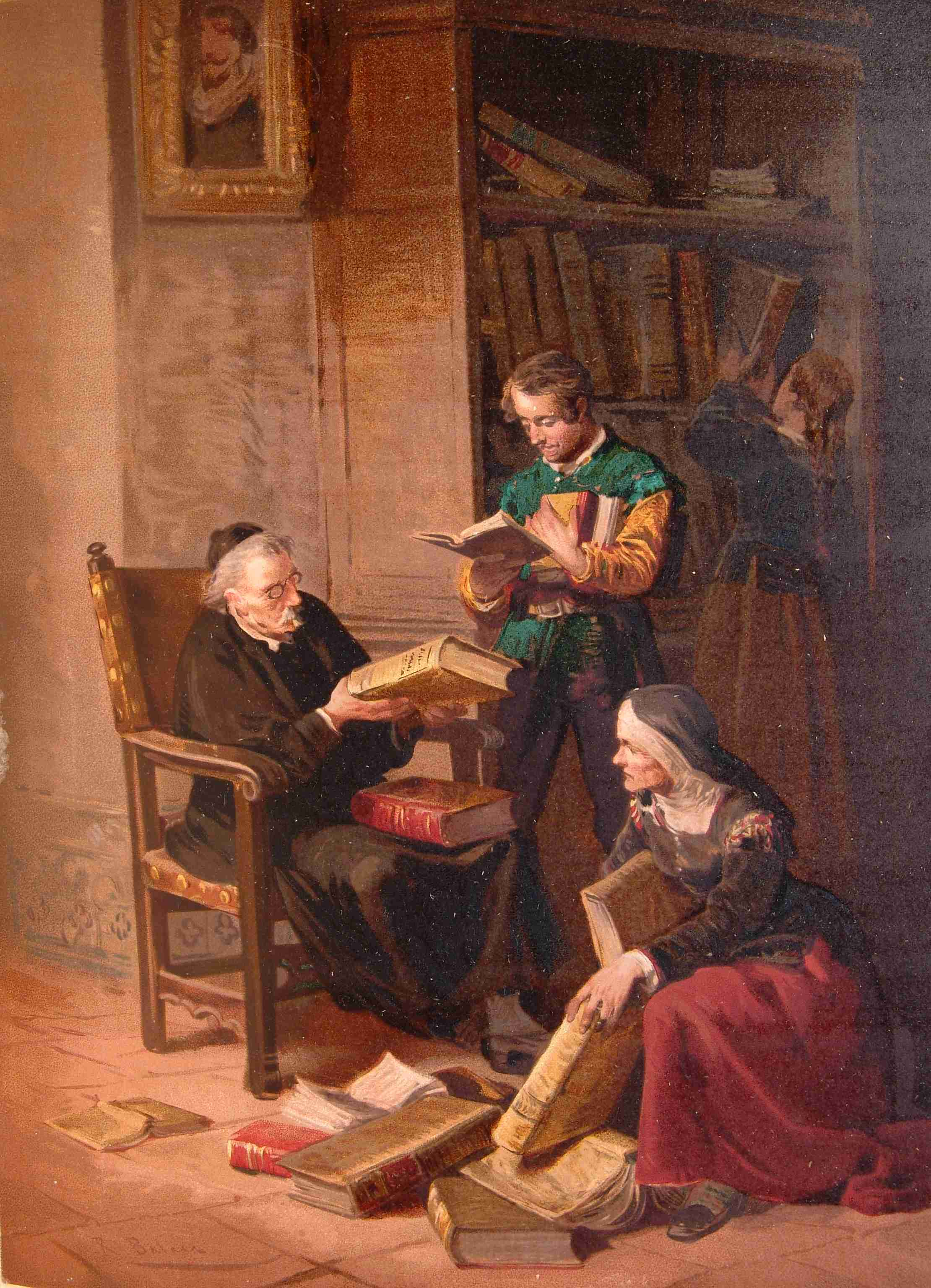
Examen des livres de Don Quichotte.

Au chapitre six de la première partie de Don Quichotte, on jette au feu les livres qui ont rendu fou le héros (traduction de Louis Viardot) :
Et, sans se fatiguer davantage à feuilleter des livres de chevalerie, le curé dit à la gouvernante de prendre tous les grands volumes et de les jeter à la basse-cour.
Il ne parlait ni à sot ni à sourd, mais bien à quelqu’un qui avait plus envie de les brûler que de donner une pièce de toile à faire au tisserand, quelque grande et fine qu’elle pût être. Elle en prit donc sept ou huit d’une seule brassée, et les lança par la fenêtre ; mais voulant trop en prendre à la fois, un d’eux était tombé aux pieds du barbier, qui le ramassa par envie de savoir ce que c’était, et lui trouva pour titre Histoire du fameux chevalier Tirant le Blanc.
« Bénédiction ! dit le curé en jetant un grand cri ; vous avez là Tirant le Blanc ! Donnez-le vite, compère, car je réponds bien d’avoir trouvé en lui un trésor d’allégresse et une mine de divertissements. C’est là que se rencontrent don Kyrie-Eleison de Montalban, un valeureux chevalier, et son frère Thomas de Montalban, et le chevalier de Fonséca, et la bataille que livra au dogue le valeureux Tirant, et les finesses de la demoiselle Plaisir-de-ma-vie, avec les amours et les ruses de la veuve Reposée, et Madame l’impératrice amoureuse d’Hippolyte, son écuyer. Je vous le dis en vérité, seigneur compère, pour le style, ce livre est le meilleur du monde. Les chevaliers y mangent, y dorment, y meurent dans leurs lits, y font leurs testaments avant de mourir, et l’on y conte mille autres choses qui manquent à tous les livres de la même espèce. Et pourtant je vous assure que celui qui l’a composé méritait, pour [n’]avoir [pas] dit tant de sottises sans y être forcé, qu’on l’envoyât ramer aux galères tout le reste de ses jours. Emportez le livre chez vous, et lisez-le, et vous verrez si tout ce que j’en dis n’est pas vrai.
— Vous serez obéi, répondit le barbier …

### Période contemporaine
Martí de Riquer écrit dans sa préface à l'édition catalane de 1983 : « Il est fort naturel qu’en 1490 Tirant, roman alors d’actualité, ait eu de nombreux lecteurs. Mais ce qui est vraiment surprenant c’est qu’en 1969, dix mille lecteurs se précipitent sur un roman chevaleresque, vieux de cinq cents ans, et l’épuisent à un rythme que lui envieraient nombre de romans actuels et engagés dans ce siècle. C’est la grande victoire littéraire de Joanot Martorell. »
Le récit a inspiré un opéra, Le Triomphe de Tirant, créé en 1992 et un film, Tirant le Blanc, le complot des dames, sorti en 2006.

## Éditions et œuvres inspirées

### Éditions en français
- Tirant le Blanc, précédé de « Tirant le Blanc, roman sans frontière », préface originale de Mario Vargas Llosa, Anacharsis, 2003.
- Tirant le Blanc, précédé de « Tirant le Blanc, les mots comme actions », par Mario Vargas Llosa. Et suivi de « Un gentilhomme universel, Anne-Claude de Tubières, comte de Caylus », Gallimard, 1997.
- Tirant le Blanc (trad. Jean-Marie Barberà, préf. Marie Cosnay), Anacharsis, 2023, 1022 p. (ISBN 9791027904655, lire en ligne)

### Traductions dans d'autres langues que le français
Tirant Lo Blanch fait partie des ouvrages en catalan les plus traduits, ayant été traduit en allemand, anglais, asturien, castillan, chinois, danois, finnois, français, italien, japonais, néerlandais, polonais, portugais, roumain, russe, serbe, suédois et tagalog.
- (de) Der Roman vom weißen Ritter Tirant lo Blanc, traduction partielle de Fritz Vogelgsang, 1990, Frankfurt am Main, Fischer Verlag ; réédition en 2007.
- (en) Tirant lo Blanc, traduction de David H. Rosenthal, 1984, New-York.
- (en) Tirant lo Blanc, traduction de Ray La Fontaine, 1993, New-York, Peter Lang.
- (en) The White Knight: Tirant lo Blanc, traduction de Robert S. Rudder, 1995, projet Gutenberg.
- (es) Los cinco libros del esforçado cavallero Tirant el Blanco de Roca Salada, Valladolid, Diego de Gumiel, 1511 ; texte repris par Martí de Riquer, 1990, Barcelona, Planeta.
- (es) Tirant lo Blanc, traduction de J. F. Vidal Jové, 1969, avec un prologue de Mario Vargas Llosa, Madrid, Alianza.
- (zh) Qishi Dilang, traduction de Wang Yangle, 1993, Renmin Wenxue Che Bansche, Beijing.
- (fi) Tirant Valkoinen, traduction de Paavo Lehtonen, 1987, Helsinki.
- (it) Tirante il bianco, 1538, traduction de Lelio Manfredi, Venise ; réédité en 1566 et 1611 ; édition critique de Annichiarico, A., L. Indini, M. Majorano, V. Minervini, S. Panunzio i S. Zilli, 1984, introduction de G. E. Sansone, Roma, Edizioni La Tipografica.
- (it) nouvelle traduction de Giuseppe Grilli.
- (ja) traduction de Ko Tazawa (2007), Tokyo, Iwanami Shoten.
- (nl) Tirant lo Blanc, traduction de Bob de Nijs, 1988, Amsterdam ; réédité en 2001 sous le titre De volmaakte ridder Tirant lo Blanc, Amsterdam, Querido.
- (pl) Tirant Biały, traduction en cours de Rozalya Sasor.
- (pt) Tirant lo Blanc, traduction de Cláudio Giordano, 2004, Atelié Editorial, Cotia.
- (ro) Tirante el Blanco (roman cavaleresc), traduction partielle de Oana Busuioceanu, 1978, Bucarest, Minerva.
- (ru) Tirant lo Blanc, traduction de Marina Abràmova, Piotr Skobtsev et E. E. Gúixina, 2006, Moscou, Ladomir : Nauka.
- (sr) Tirant lo Blanc, traduction d’Aleksandar Grujicic, 2005, Paideia.
- (sv) Tirant en Vite, traduction de Miquel Ibàñez, 1994, Stockholm, Interculture.

### Œuvres diverses tirées deTirant le Blanc
- Illustrations de Manuel Boix pour l'édition bibliophilique en quatre volumes de Tirant lo Blanc, éditions de la Tercera Branca (la Troisième Branche), 1978-1983.
- Illustrations de Manuel Boix pour l'édition abrégée et adaptée pour les enfants de Tirant lo Blanc, Edicions Bromera, 1989.
- Cantate Tríptic de Tirant lo Blanc, du compositeur Amand Blanquer, sur un texte de Josep Palàcios, 1990.
- El triomf de Tirant, opéra du compositeur Amand Blanquer, sur un livret de Josep Lluís et Rodolf Sirera, 1991.
- Ballet Tirant lo Blanc, op. 50, de la compositrice Leonora Milà, 1991.
- Série de cent dessins à l'encre de chine, s'inspirant de Tirant le Blanc, du Chilien Víctor Ramírez.
- Film Tirant lo Blanc, de Vicente Aranda, Carolina Films, S.L., distribué parArclight films, 2005.